# Calommata meridionalis
Calommata meridionalis es una especie de araña del género Calommata, familia Atypidae. Fue descrita científicamente por Fourie, Haddad & Jocqué en 2011.
Se distribuye por Sudáfrica. La especie posee caparazón y quelíceros de color marrón oscuro. Suele encontrarse en pastizales y matorrales.